# Grube Ernst-August (Wildemann)
Die Grube Ernst-August war ein Versuchsbau im 19-Lachter-Adolph-Stollen. Dieser Versuchsbau sollte vom gleichnamigen, seigeren Blindschacht ausgehend die dortige Lagerstätte aufschließen. Zeitweise diente der Ernst-August-Schacht als Lichtschacht für den Ernst-August-Stollen. Heutzutage ist der Schacht Bestandteil eines Schaubergwerkes.
Benannt wurde die Grube nach dem damaligen Landesfürsten Ernst August von Hannover.

## Geschichte
Nachdem Herzog Heinrich der Jüngere die Wiederaufnahme des Bergbaus Anfang des 16. Jahrhunderts veranlasste, gründete man die Stadt Wildemann. Neben dem 13-Lachter-Stollen und dem 19-Lachter-Stollen, die für Jahrzehnte wichtige Wasserlösungsstollen wurden, bauten einige andere Gruben auf dem Haus Ditfurter Gang. Darunter auch die Gruben Wildemann und Alter Deutscher. Sie wurden 1712 vereinigt und als Grube Alter deutscher Wildemann betrieben. Die Grube verfügte über zwei Kunstschächte und einen Förderschacht. Zu diesem Zeitpunkt war auch die Grube Haus Ditfurth in Betrieb. Alle Gruben hatten aber mit der Zeit erhebliche Probleme bei der Wasserhaltung, wodurch es nach mehrfacher Aufwältigung 1739 zur endgültigen Betriebseinstellung kam.

### Bauphase
Da es aber beim Auffahren des 13-Lachter-Stollens und auch in den vorgenannten Gruben zu vielversprechenden Silberfunden gekommen war, begann man 1844 mit dem Abteufen eines Richtschachtes vom 19-Lachter-Adolph-Stollen im Hangenden des Ganges. Dieser Stollen war wiederum 1809 von einem neuen Mundloch aus begonnen worden und 1819 mit dem Haus Sachsener Schacht durchschlägig. Vom Ernst-August-Schacht aus sollte schon während des Abteufens mithilfe eines Ortes ein Durchschlag mit den verlassenen Gruben auf dem Haus Ditfurter Gang erfolgen. Man konnte dabei nicht auf genaue Grubenrisse eines Markscheiders zurückgreifen, sondern schätzte die ungefähre Lage. Im Falle eines Durchschlages sollten die alten Baue gelöst werden und umfangreiche Ganguntersuchungen erfolgen.
Zwischen dem 19- und 13-Lachter-Stollen wurden ein inwendiger Wassergöpel und eine inwendige Wasserkunst errichtet. Das Kunstrad wurde über eine Rösche mit Wasser aus der Innerste beaufschlagt, anschließend floss das Wasser über den 13-Lachter-Stollen aus der Grube heraus. Das Kehrrad wurde mit einer Kurbel und durch einen Bleul mit einem Kunstwerk versehen, um es bei Bedarf auch zur Wasserhaltung einsetzen zu können.
Während des Abteufens kam es zu unerwartet hohen Wasserzugängen, sodass beide Künste, die mit 10 bzw. 12 zölligen Pumpensätzen versehen waren, das anfallende Grubenwasser kaum heben konnten. Das Kunstrad hatte dabei zwischen 7 und 10 Umdrehungen pro Minute. Das Abteufen geschah in Schießarbeit und geringste Probleme bei der Wasserhaltung bedeuteten in der Regel den Verlust einer kompletten Schicht. Als man den endgültigen Verlauf des neuen Ernst-August-Stollens bestimmt hatte, gewann der Ernst-August-Schacht an zusätzlicher Bedeutung, da er als Lichtschacht dienen sollte. Deshalb wurden die Arbeiten beschleunigt. Man nahm an, dass der Wasserzugang durch die Lage der Grube im Bereich der Innerste und durch die alten Grubenbaue so stark war. Verschiedene Maßnahmen an der Innerste wie Verdichtung des Flussbettes änderten aber nichts am Wasserzugang.
Als man sich schätzungsweise drei Lachter unterhalb eines Ortes der verlassenen Grube Alter deutscher Wildemann befand, begann man zeitgleich zum Abteufen einen Gegenort aufzufahren. Anschließend wurde der alte Grubenbau angebohrt und man erwartete großen Wasserzugang, der aber ausblieb. Gleichzeitig erhoffte man sich beim Durchschlag mit dem Tiefen Georg-Stollen, endlich die Wasserhaltung zu erleichtern. Man machte beide Örter durchschlägig, traf aber auf einen Grubenstempel und durchfuhr einen mit Berge gefüllten Raum und anschließend ein ein Lachter mächtiges Kupferkiesmittel, welches aber keine größere Ausdehnung hatte. Das Ziel war nun, den Stollen mit den alten Schächten durchschlägig zu machen, weil man von dort die Wasserzugänge erwartete.
In der Folgezeit wurde der Stollen mit einem ins Liegende getriebenen Ort durchschlägig. Untersuchte Erzschalen am Liegenden bestätigten den erwarteten Silbergehalt (ein Zentner Erz enthielt 11 Lot Silber und 75 Pfund Blei.) Zwar trat nun immer mehr Grubenwasser aus, dies hatte aber insgesamt keinen Einfluss auf die Wasserhaltung im Ernst-August-Schacht, wo inzwischen 16 Zoll weite Pumpensätze zum Einsatz kamen. Während Flutzeiten erhöhte sich der Wasserzugang auf mehr als 50 Kubikfuß/min, weshalb man auf der inzwischen erreichten Sohle des Tiefen Georg-Stollen Örter in den Gang auffuhr. Dies änderte nichts am Wasserzugang.
Am 2. März 1855 erfolgte der Durchschlag mit dem alten Förderschacht der Grube Alter deutscher Wildemann. Ein Untersteiger zwängte sich in den verlassenen Grubenbau und begann mit einer Besichtigung, nachdem die Grube seit 116 Jahren nicht mehr befahren worden war. Sehr zum Erstaunen der Bergleute war diese in einem guten Zustand. Die Fahrten und Stempel waren lediglich mit Schlamm überzogen, nur Nägel waren verrostet. Über eine zwei Lachter höherliegende und 60 Lachter lange Strecke gelangte der Untersteiger in einen der alten Kunstschächte. Dort fand er das alte Kunstgezeug und eine Haspelförderung vor, welche ebenso gut erhalten waren, wie die Schachtzimmerung. Über eine vier Lachter tiefergelegene Strecke gelangte er in den ehemaligen Haus Ditfurther Schacht und anschließend in eine Strecke, wo Erz anstand. Grubenwasser kam nur in geringen Mengen vor und man schätzte, dass der Großteil – planmäßig – über den neuen Ernst-August-Schacht gelöst worden war. Letzterer war bereits 27 Lachter unter die Sohle des Tiefen Georg-Stollens abgeteuft, weitere 31 Lachter folgten bis zur Sohle des Ernst-August-Stollens. Die Grube Alter deutscher Wildemann hatte eine größere Ausdehnung als erwartet und dehnte sich wahrscheinlich in der Teufe unter die Sohle des Ernst-August-Stollens aus. Aufgrund der Erzvorkommen wertete man dies als überraschenden Erfolg des Versuchsbaus und begann mit dem Abbau der Erze, während man den Schacht weiter absenkte.

### Betriebszeit und Einstellung
Nachdem der Ernst-August-Stollen ab 1864 die Wasserlösung des Oberharzer Bergbaus übernommen hatte, waren die Baue des Alten deutschen Wildemanns gelöst und die Grube Ernst-August gehörte zu den erzfördernden Gruben. Sie gehörte zum hinteren bzw. auswärtigen Zellerfelder Revier, welches zum Zellerfelder Bezirk gehörte.
Im Rechnungsjahr 1866/67 gewann man aus der Grube 720 Zentner geröstetes Erz. Ein Großteil war Kupfer, so wurden für das folgende Rechnungsjahr 150 Zentner Kupfer erwartet. Inklusive Aufseher arbeiteten 41 Bergleute in der Grube. Während im Rechnungsjahr 1864/65 noch 21 Pfund Kupfer aus einem Zentner Erz gewonnen wurden, halbierte sich der Wert bereits ein Jahr danach. Die gewonnenen Erze worden im Pochwerk von Wildemann verarbeitet.
Gemessen von der Sohle des 19-Lachter-Adolph-Stollens sind folgende Stollen mit dem Ernst-August-Schacht durchschlägig:
- 13-Lachter-Stollen: 13 Lachter
- Tiefer Georg-Stollen: 51 Lachter
- Ernst-August-Stollen: 112 Lachter

Eine zwischenzeitlich eingebaute Fahrkunst wurde 1910 durch eine Seilfahrt ersetzt, die mit dem Wasserrad betrieben wurde. Dafür wurde die Anlage mit einer selbst konstruierten, automatischen Wasserregulierung und Bremsvorrichtung ausgestattet. 1914 wurde die Wasserkraft durch eine elektrische Förderhaspel ersetzt und zehn Jahre später der Bergbau endgültig eingestellt.
Die damals eingebauten elektrischen Anlagen sind heutzutage genau wie das mittlerweile rekonstruierte Kehrrad und der Schacht im Besucherbergwerk 19-Lachter-Stollen für die Öffentlichkeit zugänglich.